# Montescudo-Monte Colombo
Montescudo-Monte Colombo ist eine norditalienische Gemeinde (comune) in der Provinz Rimini (Region Emilia-Romagna). Sie wurde am 1. Januar 2016 aus den Gemeinden Montescudo und Monte Colombo gebildet. Der Sitz der Gemeinde befindet sich in Monte Colombo. Die Gemeinde zählt 6880 Einwohner (Stand: 31. Dezember 2023).

## Geographie
Das Gemeindegebiet liegt auf einer durchschnittlichen Höhe von 328 Metern über dem Meer. Ortsteile (frazioni) sind Albereto, Croce, Monte Colombo, Montescudo, Osteria Nuova, San Savino, Santa Maria del Piano, Taverna, Trarivi, Valliano und Vallecchio.
Die Nachbargemeinden sind Coriano, Faetano (RSM), Gemmano, San Clemente und Sassofeltrio (PU). Die Gemeinde grenzt an die Provinz Pesaro und Urbino sowie an den Zwergstaat San Marino.